# 帝銀事件
帝銀事件是1948年（昭和23年）1月26日發生於日本東京都豐島區帝國銀行（後來的三井銀行，現時為三井住友銀行）之一起銀行搶劫案，案中造成12人死亡。這是一起發生在日本戰後盟軍占領期間的案件，雖然其後抓獲了罪犯並判了死刑，但案件仍然有諸多疑點，被較普遍認為是一冤假錯案。

## 事件經過
1948年1月26日下午3時，在東京都豐島區帝國銀行椎名町分行快要關門的時候，突然進來了一個約45歲、穿著西服帶著紅袖章的男子。他一邊向店員散布名片一邊尋找分行行長，因為店長腹痛所以由代理分行長接待。男子的名片上寫著“厚生省厚生部某醫學博士”，他聲稱附近有四人感染了痢疾，其中一人曾來過這家銀行，他接到駐日盟軍司令部（GHQ）的指示前來分發預防藥，消毒班稍後也會過來。他宣稱藥物共分兩種，第一種藥物和牙齒的琺瑯質接觸時會有疼痛感，因此要直接吞下。第二種藥物則要在一分鐘後再服用。在他率先示範過後，包括一名職員的小孩在內的16人（8至49歲）都照著吩咐喝下藥水，據倖存者描述喝藥時非常痛苦，這種感覺就像是不能喝酒的人突然喝烈酒一樣。一分鐘後服用了第二種藥之後有人提出要去漱口，中年男子同意，但是在走向廚房的過程中店員一個接一個的暈倒。意識模糊的職員村田正子爬到了道路上，向兩名女學生求助，後者報告了附近的警署。16人中有11人當場死亡，一人在送醫途中不治身亡。

## 調查

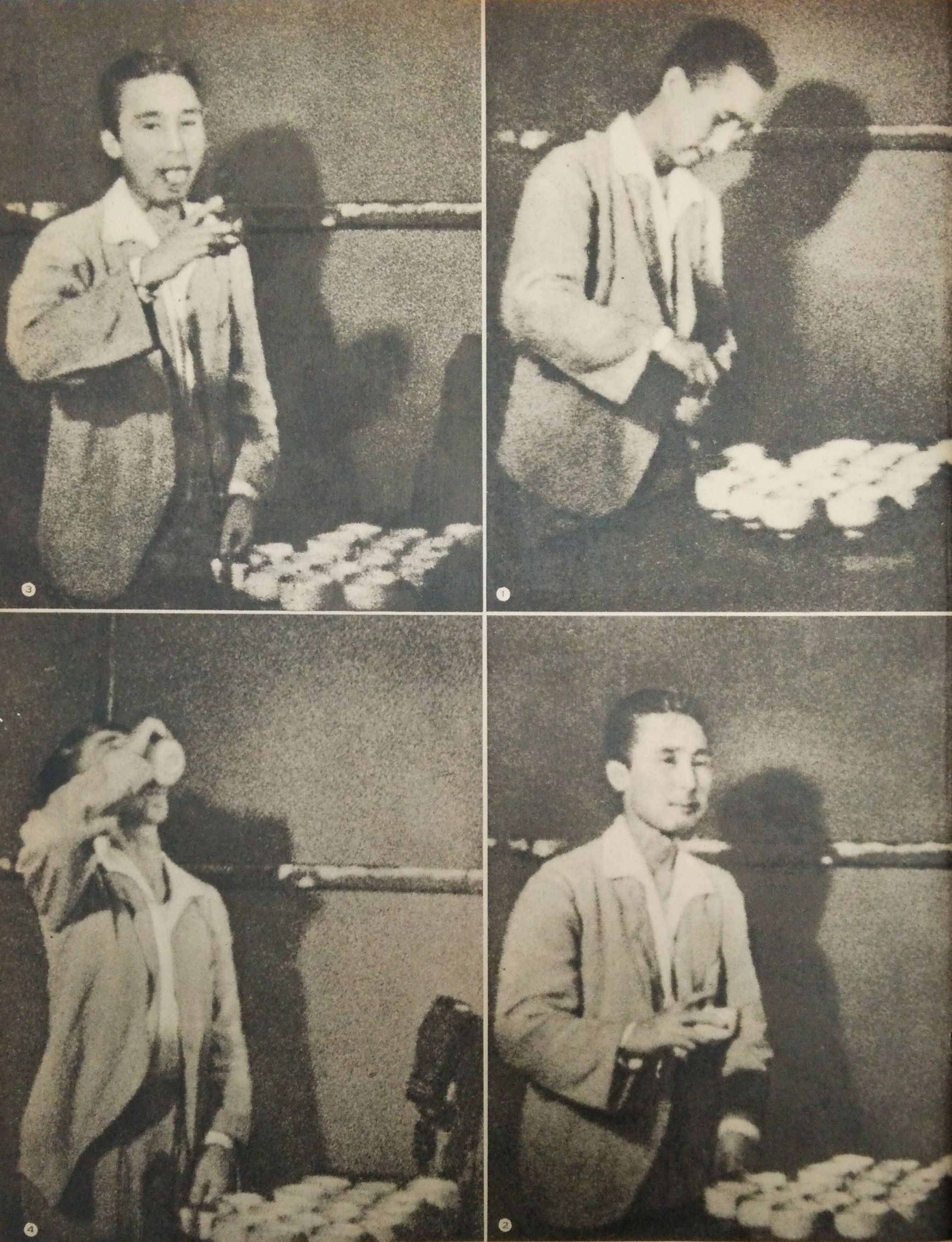
平澤貞通進行帝銀事件之現場犯罪模擬

屍檢結果顯示，所謂的第一種藥物其實是劇毒的氰化物，第二種藥物其實就只是“水”。總計有16萬3410日元現金和一張1萬7450日元的支票被拿走。而現場也沒有發現犯人當日分發的名片，推測是事後被犯人拿走了。根據倖存者的回憶繪製出了中年男子的肖像，那張1萬7千日元的支票在第二天於安田銀行（現富士銀行）板橋分行被成功兌換。支票的背書上地址、姓名分別寫著“板橋三之三六六一”（板橋三の三六六一）、“後藤豐治”，調查表明這是一個不存在的地址和人名。根據安田銀行代理分行行長的回憶，兌換支票的人身高約5呎3吋（160公分），肩膀圓厚，說話不帶口音。因為犯人使用氰化物作為犯罪工具，731部隊的相關人員成為了重點懷疑對象。經過大規模的排查後發現，案發前曾發生過兩起類似的案件。
- 安田銀行荏原分行：1947年10月14日下午3點左右，一名中年男子來到安田銀行荏原分行，向職員分發“厚生技官醫學博士 松井蔚”的名片。然後聲稱曾有痢疾患者來過這家銀行，應GHQ要求大家服用預防藥物。分行長立刻報警，警方派了一位姓「飯田」的警員去瞭解狀況，發現當地並無痢疾的疫情，飯田來到銀行向此人詢問，此人態度強硬，還斥責飯田糊塗，並說GHQ即將派遣吉普車來此消毒，於是大家都紛紛相信，然後像帝國銀行事件中那樣，讓大家依次服用兩種藥物，所不同的是職員們喝下藥後沒有出現異常狀況。調查發現，確實有松井蔚這個人，而且的確是厚生省的醫生。[3]

- 三菱銀行中井分行：1948年1月19日下午關門的時候，有一個中年男子用類似的手段聲稱要讓大家服下藥物，並分發了“厚生省技官醫學博士兼東京都防疫課 山口二郎”名片。但是因為聲稱一位痢疾患者來過這裡存錢，該患者特徵與行員的印象不符合，而受到了行員們的質疑，於是此人只是在地上撒了點透明的藥水就離開了。這一次的名片是偽造的假名片。[3]

警察們在仙台找到了松井蔚博士，博士本人有不在場的證明。根據博士的回憶，他印製了100張名片，其中有6張還沒有發出去。搜查班結合博士的記憶對剩下的94張進行了搜索，結果找回62張，證明24張丟失，另外8張因不知去向而成為重點盤查對象。最終，北海道小樽的56歲蛋彩畫畫家平澤貞通成為了懷疑對象。他曾在一艘渡船上與松井蔚博士交換過名片，但是以錢包被盜為理由未能拿出名片。1948年8月21日，警方在小樽市逮捕了他。

## 爭議與審判
倖存者看過平澤的相片後未得出確定的答覆。平澤在剛遭到逮捕時否認控罪，但卻於9月23日作出招認的供詞，10月12日被起訴。12月20日，平澤在東京地方裁判所判決時又進行了翻供，1950年7月24日地方裁判所一審判決死刑，1955年4月7日向最高法院上訴遭到拒絕，5月7日被確定為死刑。在之後的歲月里，平澤不斷進行上訴並3次試圖自殺，但都自殺未遂。一直到1987年5月10日，已屆95歲的平澤才在八王子醫療監獄內因病去世，此時距離死刑判決已過去30年。
對平澤的審判存在諸多爭議，例如警官平塚八兵衛在辦案過程中以刑求逼供，平澤本人也患有高沙可夫症候群的後遺症，他的不在場證明是當時處於家中，因為證人都是直系親屬因而沒有效用。平澤也沒有使用氰化物的知識、經驗和獲取氰化物的途徑。有些人認為平澤的被捕只不過是為了轉移對731部隊的注意，直到他死後仍有人在爭取為其翻案。

## 被指為真兇之人物
- 在平澤貞通死後15日，也就是1987年5月25日，與搜查本部合作之一位偵探伴繁雄在電視上露面，強調真正之犯人不是平澤，而是一名前陸軍高官。

- 參與調查的成智英雄在後來一份聲明中說：“對於像平澤這樣一個不懂毒藥的人，帝銀事件是不可能的，真正的犯人來自前秘密單位”，並寫道：“調查了731部隊五十餘名成員之經歷、不在場證明、個人形象後，只有S中校（事發時年齡51歲，事發後第二年生病）符合搜索條件。”但是，隸屬於731部隊其他人員，無法識別出與S中校同名的人。成智英雄可能使其他人對以及姓氏相同、名字相似之兩人以上不同人士感到混淆。此外，《陸軍醫學目錄》中，S開頭之人物只有兩位。

- 在事件後6年，也就是1954年（昭和29年），茨城縣發生了使用氰化氫之大規模謀殺事件。有律師對於該事件進行調查，因為它與宣稱來自公家衛生單位，並對受害者投毒之帝銀事件非常相似。但由於被捕嫌犯服毒自殺，使得此一調查沒有進展。